# Губернатор Мату-Гросу-ду-Сул
Губернатор Мату-Гросу-ду-Сул (порт. Governador do Mato Grosso do Sul) — глава правительства бразильского штата Мату-Гросу-ду-Сул. Это общественная позиция, избираемая по мажоритарной избирательной системе в два тура.
Резиденция правительства (Говернадория) расположена в Парке-дус-Подерес, в столице Сульматогроссенсе, Кампу-Гранди. В здании также находится штаб-квартира государственного секретаря по делам правительства и стратегического управления и Подсекретариат по коммуникациям.